# Diecezja Gaborone
Diecezja Gaborone (łac.: Dioecesis Gaboronensis, ang. Diocese of Gaborone) – rzymskokatolicka diecezja w Botswanie.
Siedziba biskupa znajduje się przy katedrze Chrystusa króla w Gaborone.
Podlega pod metropolie pretorską w RPA. Swoim zasięgiem obejmuje część terytorium Botswany.

## Historia
- 2 kwietnia 1959 – utworzenie prefektury apostolskiej Beczuany
- 5 sierpnia 1966 – utworzenie diecezji Gaberones
- 7 kwietnia 1970 – zmiana nazwy na diecezję Gaborone

## Biskupi
- biskup – Franklyn Nubuasah

## Główne świątynie
- Katedra Chrystusa Króla w Gaborone